# Iamamiwhoami
iamamiwhoami ist ein audiovisuelles Projekt der schwedischen Sängerin Jonna Emily Lee. Die Videos des Projektes werden seit Dezember 2009 viral über YouTube verbreitet.

## Geschichte
Die ersten sechs veröffentlichten Videos waren jeweils nur 50 bis 90 Sekunden lang und hatten Zahlenkombinationen als Namen. Diese ergaben, wenn man sie ins Alphabet transferierte, folgende Worte: „educational“, „I am“, „it's me“, „mandragora“, „officinarum“ und "„welcome home“. Jeder dieser sechs Videoclips endet mit der Zeichnung eines Tieres (Ziege, Eule, Wal, Biene, Lama, Affe).
Das siebte Video enthält keinen Zahlencode, sondern heißt einfach b. Darin ist eine in Plastikfolie eingewickelte Frau am Klavier zu sehen, die von drei Männern überwacht wird. Der mit 6:52 Minuten bislang längste Clip ist der zu o, in dem eine Frau (vermutlich dieselbe wie im Vorgängervideo) in einem Gewächshaus zu sehen ist. In den Videos u-1 und u-2 ist ein Mann zu sehen, der durch einen Wald zu einer Burg aus Pappschachteln rennt bzw. in dieser Burg tanzt. Die Frau aus den Videos 7 und 8 taucht diesmal nicht auf. Sie kehrt im elften Video n zurück, in diverse Nahrungsmittel gehüllt. Im Video t ist ihr Gesicht erstmals vollständig zu erkennen, und zwar als das der schwedischen Sängerin Jonna Lee.

Im Vorlauf der Veröffentlichung des ersten Studioalbums Kin (2012) auf towhomitmayconcern.cc und über den Label-Zusammenschluss Cooperative Music, wurde für jeden Titel des Albums ein Video online gestellt. Das Album wird auf Vinyl und CD zusammen mit einer DVD vertrieben, die diese Videos enthält.

## Videos (in chronologischer Reihenfolge)

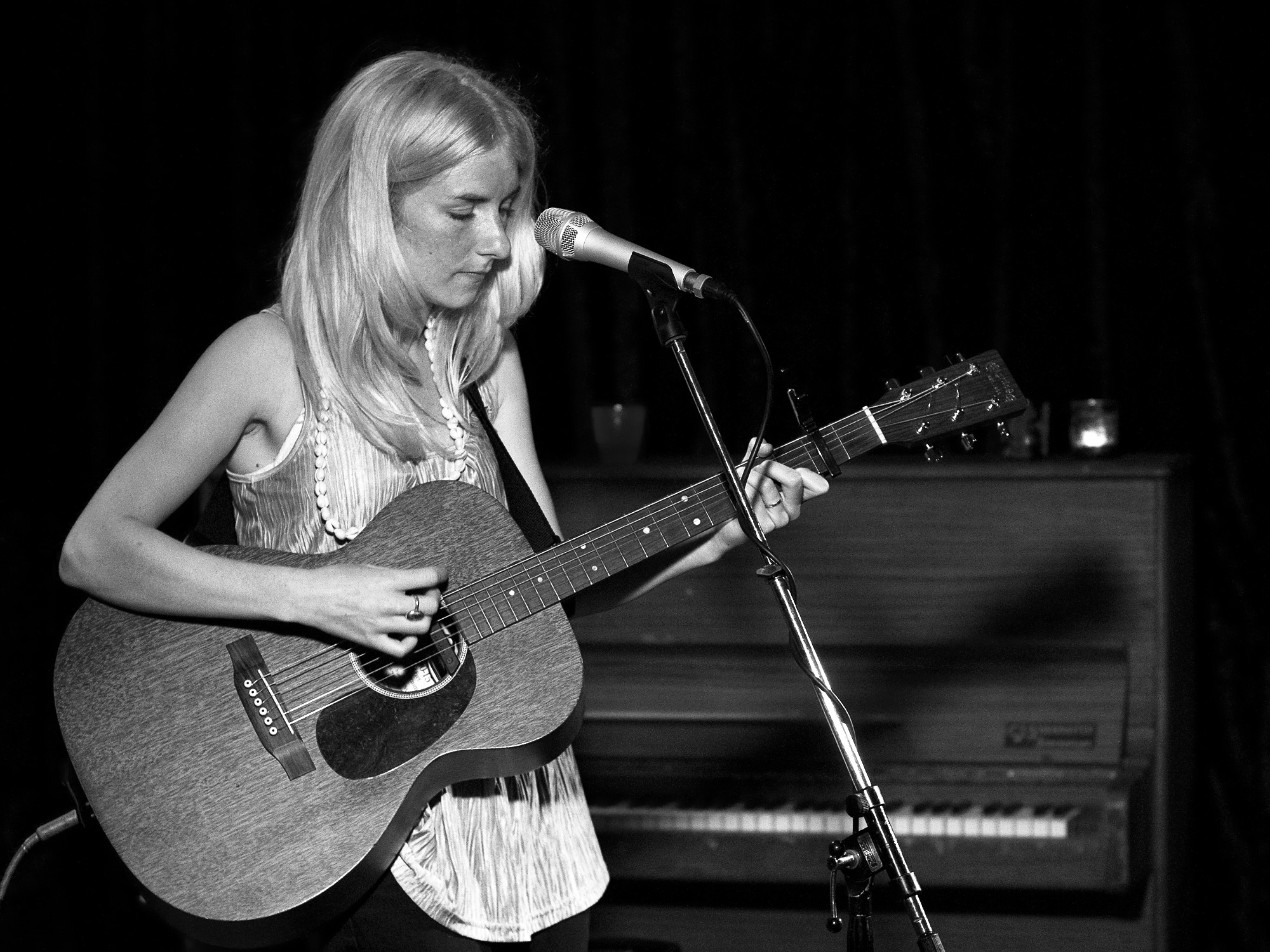
Jonna Lee in Stockholm (2008)

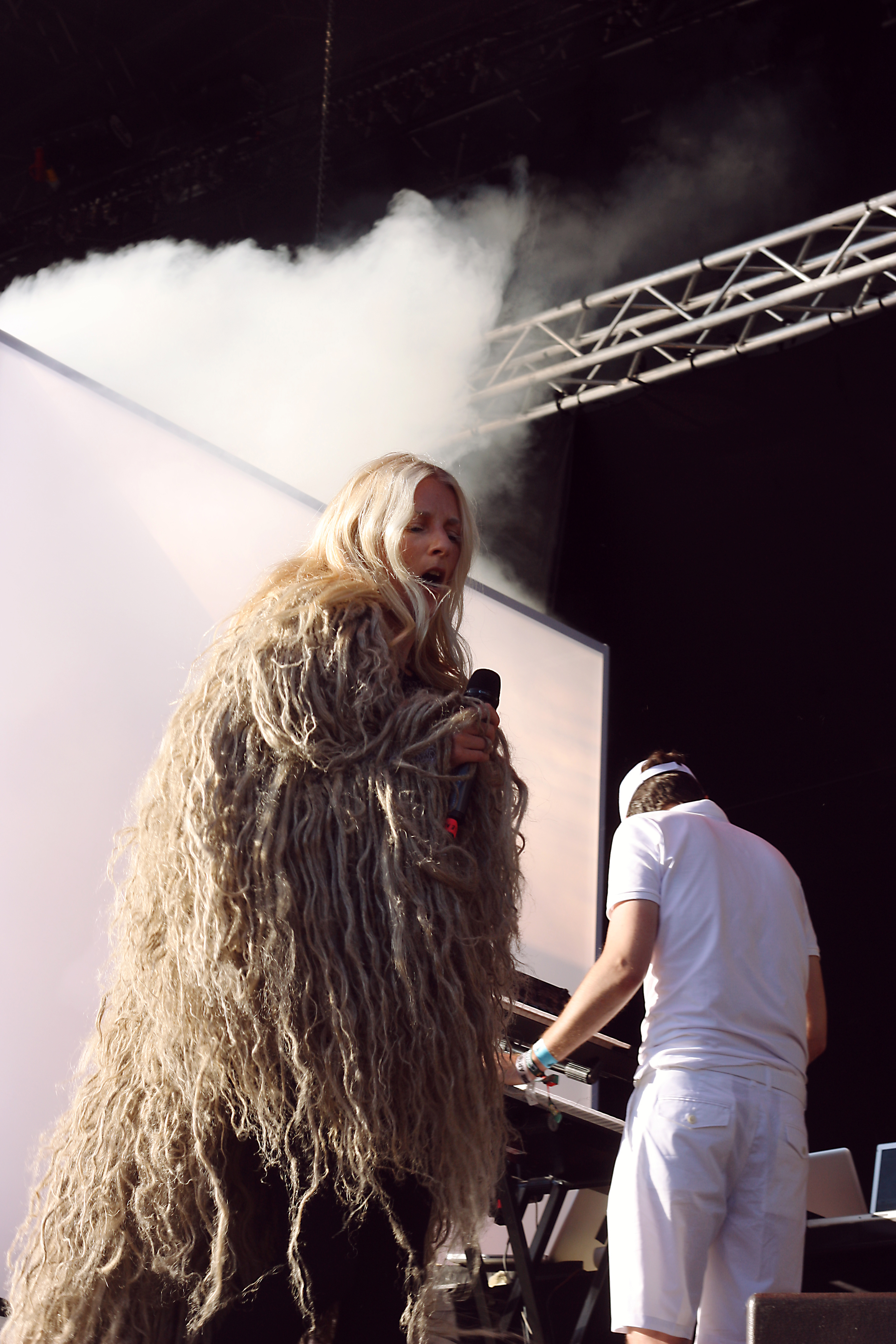
Iamamiwhoami während eines Auftritts in Stockholm (2012)

- "Prelude 699130082.451322-5.4.21.3.1.20.9.15.14.1.12" ("Ziege")
- "9.1.13.669321018" ("Eule")
- "9.20.19.13.5.723378" ("Wal")
- "13.1.14.4.18.1.7.15.18.1.1110" ("Biene")
- "15.6.6.9.3.9.14.1.18.21.13.56155" ("Lama")
- "23.5.12.3.15.13.5-8.15.13.5.3383" ("Affe")
- "b"
- "o"
- "u-1"
- "u-2"
- "n"
- "t"
- "y"
- "20101001" (gelöscht am: 16. Nov. 2010)
- "20101104"
- "20101109" (gelöscht am: 16. Nov. 2010)
- "101112" (gelöscht am: 16. Nov. 2010)
- "101112-2" (gelöscht am: 16. Nov. 2010)
- "101113" (gelöscht am: 16. Nov. 2010)
- "101114" (gelöscht am: 16. Nov. 2010)
- "101115" (gelöscht am: 16. Nov. 2010)
- "http://towhomitmayconcern.cc/" (gelöscht am: 16. Nov. 2010)
- "101115-2" (gelöscht am: 16. Nov. 2010)
- "; john"
- "clump"
- "kin 20120611"
- "sever"
- "drops"
- "good worker"
- "play"
- "in due order"
- "idle talk"
- "rascal"
- "kill"
- "goods"
- "fountain"
- "hunting for pearls"
- "vista"
- "tap your glass"
- "iamamiwhoami; BLUE album trailer"
- "blue blue"
- "thin" (zusammen mit "chasing kites")
- "chasing kites" (zusammen mit "thin")
- "ripple"
- "the last dancer"
- "shadowshow"
- "dive" (nur erhältlich durch Zugang zu "island" oder erwerben des "BLUE"-Films)